# جانز آیلند (کارولینای جنوبی)
جانز آیلند، کارولینای جنوبی (انگلیسی: Johns Island, South Carolina) یکی از جزایر شهرستان چارلستون، کارولینای جنوبی، ایالات متحده آمریکا است و به‌عنوان بزرگ‌ترین جزیره این ایالت شناخته می‌شود. این جزیره از طریق رودخانه‌های استونو و کیاواه آیلند، کارولینای جنوبی از جزایر مجاور خود از جمله جزایر وادمالا، سابروک آیلند، کارولینای جنوبی، کیاوا، ادیستو، کارولینای جنوبی، فالی و جیمز جدا شده است. جزیره جانز با مساحت ۲۲۰ کیلومتر مربع، چهارمین جزیره بزرگ در ساحل شرقی ایالات متحده است و جمعیتی بالغ بر ۲۱٬۵۰۰ نفر دارد.

## تاریخچه
نام جزیره جانز از سنت جان، باربادوس در باربادوس گرفته شده است، که نخستین مهاجران انگلیسی این جزیره از آنجا آمده بودند. در دوران استعماری، این جزیره محل سکونت سرخ‌پوستان ایالات متحده آمریکا، از جمله قبیله‌های استونو و بوهیکت بود. مهاجران اروپایی در دهه ۱۶۷۰ سکونت‌گاه‌هایی پراکنده در حاشیه رودخانه‌ها ایجاد کردند و عمدتاً به کشاورزی، از جمله کاشت نیل برای رنگ آبی، مشغول بودند. شورش استونو، یکی از بزرگ‌ترین شورش‌های بردگان در آمریکا، در سال ۱۷۳۹ در این جزیره رخ داد و تلاش گروهی از بردگان برای فرار به فلوریدای اسپانیا را نشان داد.

## حیات وحش
جزیره جانز زیستگاه گونه‌های متعددی از جانوران و گیاهان است. پستاندارانی چون گوزن، راکون، کایوت، بابکت، و گراز وحشی در این منطقه یافت می‌شوند. رودخانه‌ها و مرداب‌های اطراف پر از ماهی‌ها و صدف‌های خوراکی، به‌ویژه صدف‌های دریایی، و همچنین دلفین‌ها هستند. پرندگان شامل عقاب سرسفید، باز ماهی‌گیر، بوقلمون وحشی، و مرغ‌های ماهی‌خوار نیز در این منطقه حضور دارند. پوشش گیاهی منطقه شامل گونه‌های بومی و وارداتی و محصولات کشاورزی مختلف است.

## جنگ استقلال آمریکا
جزیره جانز در جریان جنگ انقلاب آمریکا در ماه می ۱۷۷۹ شاهد حضور نیروهای بریتانیایی تحت فرماندهی ژنرال آگوستین پروست بود. در سال ۱۷۸۰، نیروهای بیشتری به فرماندهی سر هنری کلینتون وارد این منطقه شدند و برای محاصره چارلستون از جزیره عبور کردند. پس از تسلیم چارلستون در ماه می همان سال، این شهر تا دسامبر ۱۷۸۲ تحت اشغال نیروهای بریتانیایی باقی ماند.

## جنگ داخلی آمریکا
در جریان جنگ داخلی آمریکا، نبرد «پل خونین» در ماه ژوئیه ۱۸۶۴ در جزیره جانز رخ داد. این نبرد در منطقه‌ای نزدیک به فرودگاه چارلستون انجام شد. نیروهای فدرال تحت فرماندهی بریگاد ژنرال جان هچ قصد داشتند جزیره جانز را تصرف کرده و سپس به جزیره جیمز حمله کنند. با این حال، مقاومت شدید سربازان کارولینای جنوبی مانع از پیشروی آن‌ها شد و نیروهای فدرال پس از سه روز جنگ مجبور به عقب‌نشینی شدند.